# Assedio di Zara (1345-1346)
L'assedio di Zara (12 agosto 1345-21 dicembre 1346) fu condotto dalla Repubblica di Venezia contro la città di Zara. L'attacco fu condotto sia da terra sia via mare. Nonostante gli aiuti militari dal re croato-ungherese Luigi I d'Ungheria, Zara non fu in grado di resistere all'assedio dei Veneziani.

## Premessa

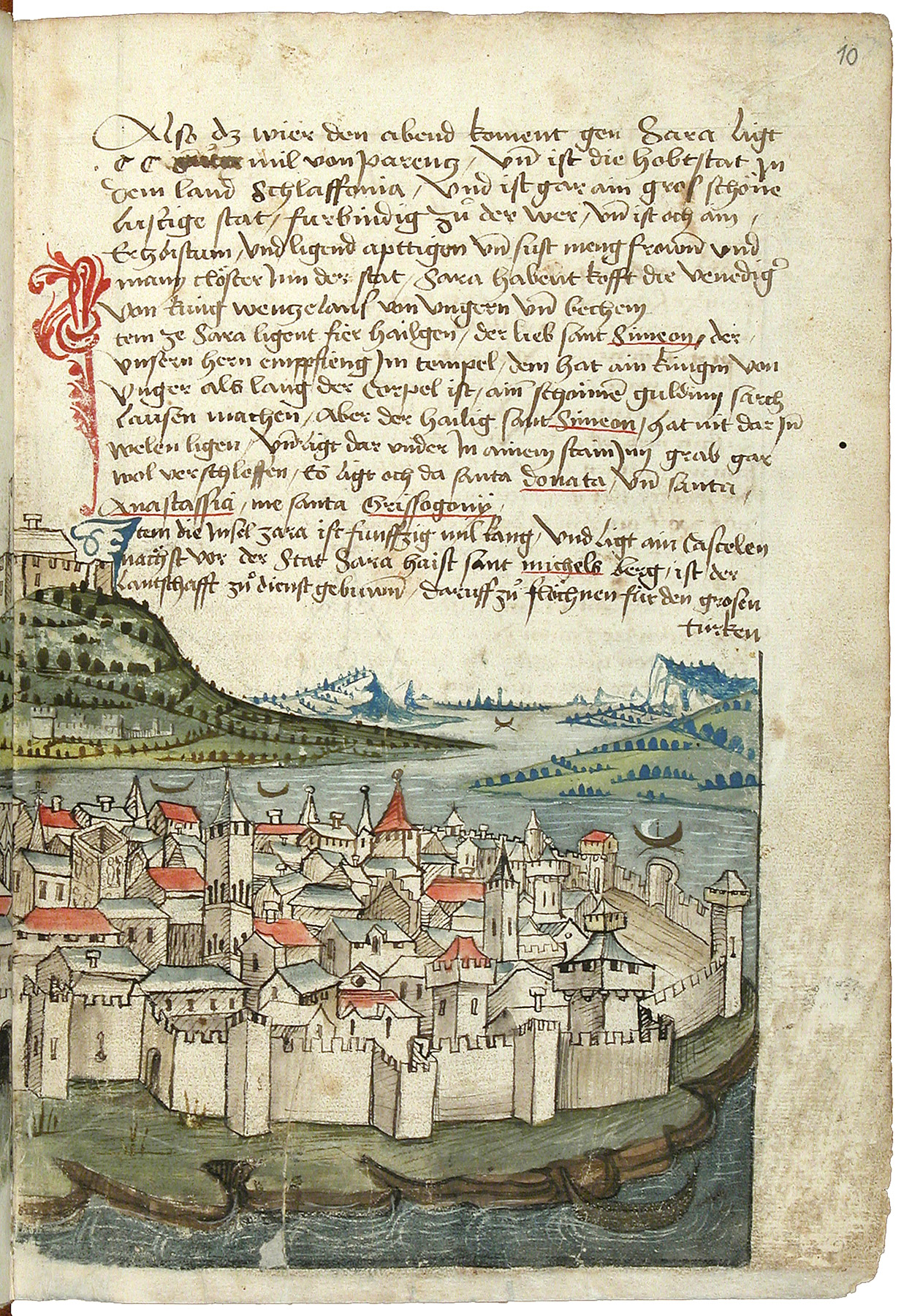
Immagine di Zara nel tardo medioevo

Il cambio di potere nella corte ungherese con l'ascesa al trono del giovane Luigi I d'Ungheria nel 1342 creò l'occasione alla Serenissima per sferrare l'attacco. Zara aveva già provato a ribellarsi nel 1312, ma nel 1313 si dovette arrendere e accettare un atto di sottomissione alla Repubblica di Venezia.
Nel 1344 i cittadini di Zara dominati da Luigi I d'Ungheria si ribellarono di nuovo. Il re Luigi I inviò immediatamente un esercito in aiuto.
Di conseguenza i veneziani decisero di proteggere i loro interessi in Dalmazia, radunando un esercito di circa 20 000-25 000 uomini supportato dalla flotta.

## L'assedio
Il 12 agosto 1345 i veneziani una volta schierato l'esercito iniziarono ad assediare la città e i castelli circostanti. Essi potevano contare su un esercito di terra comandato da Marco Giustinian e sulle forze navali sotto il comando di Pietro da Canal.
L'assedio consisteva di varie operazioni separate, movimenti, battaglie e altre attività militari su altri lati. Si può dividere l'assedio in tre fasi.
La prima fase terminò alla fine di gennaio 1346 con la rottura da parte dei veneziani della catena portuale che fin dall'inizio dell'assedio impediva alle galee veneziane di entrare nel porto di Zara. L'evento fu determinante in quanto permise agli assedianti di avvicinarsi alle mura della città e di controllare i movimenti delle navi di Zara. Il comandante dell'attacco fu sostituito da Pietro Civran che assunse il comando supremo delle forze venete come capitano generale.
Nella seconda fase della battaglia intervenne l'esercito di re Luigi I che entrò di fatto nel conflitto. A tarda primavera le forze del re attaccarono la fortezza veneziana (bastida), costruita appositamente vicino a Zara per condurre l'assedio. Data la posizione della fortezza pero l'esercito ungherese in netta superiorità numerica (fino a 100 000 uomini), si trovava schiacciato nello stretto passaggio tra la fortezza e il mare. La non agevole posizione impediva all'esercito il completo schieramento ai fini di condurre l'attacco.
I Veneziani erano inoltre appoggiati dal fuoco delle navi in mare e dai cannoni della fortezza.
L'attacco fu sferrato il 1º luglio 1346 senza successo. Luigi I decise di ritirarsi e ordinò alle sue truppe di spostarsi verso nord.
Nella terza fase offensiva l'esercito di Zara si trovò isolato e senza vettovagliamenti. Il 21 dicembre 1346, le truppe veneziane entrarono in città e presero nuovamente il controllo della città.

## Conseguenze
La città di Zara rimase sotto il controllo veneziano fino a quando il re Luigi I ritornò e invase i territori in Dalmazia occupati dai veneziani nel 1357. Il 18 febbraio 1358 fu firmato il trattato di Zara, con cui la Repubblica di Venezia rinunciava al territorio tra il golfo del Quarnaro e la città di Durazzo a favore di Luigi. Obblighi che, alla fine della guerra di Chioggia, i veneziani rinnovarono con la pace di Torino. E pur tenendo sotto attenta osservazione le vicende dalmate, si mantennero sempre in una posizione di prudente neutralità al fine di garantire il proprio predominio sulla navigazione dell’Adriatico.
D’altra parte Zara rimase una riottosa comunità autonoma sottomessa al regno d’Ungheria. Alla fine del Quattrocento Ladislao di Napoli rinnovò le pretese sulla corona d’Ungheria, pretese che avevano già portato all’avvelenamento del padre Carlo di Durazzo, avverso Maria e Sigismondo di Lussemburgo. Ladislao arrivò ad auto incornarsi re di Ungheria nel 1403, proprio nella più sicura e fedele Zara, e presto al suo dominio si sottomisero gli altri centri dalmati, ad eccezione di Ragusa fedele a Sigismondo. Il re napoletano, impegnato in ulteriori conflitti e vacillando il suo dominio sull’adriatico orientale, si risolse di vendere l’intera Dalmazia alla Repubblica di Venezia per 100 000 ducati. Dopo lunghe trattative la cessione fu ratificata presso la chiesa veneziana di San Silvestro il 19 luglio 1409. La repubblica del leone, dopo 51 anni, rientrò così in modo pacifico in possesso di Zara e della regione dalmata, dominio mantenuto ininterrottamente fino alla caduta nel 1797.